# مصطفی هوکیچ
مصطفی هوکیچ (انگلیسی: Mustafa Hukić؛ ۶ فوریهٔ ۱۹۵۱ – ۷ اوت ۱۹۹۹) بازیکن فوتبال اهل یوگسلاوی بود.
از باشگاه‌هایی که در آن بازی کرده‌است می‌توان به باشگاه فوتبال اوسیک و باشگاه ورزشی ساکاریاسپور اشاره کرد.
وی همچنین در تیم ملی فوتبال یوگسلاوی بازی کرده‌است.